# Center za usposabljanje komunikacij, informatike in elektronskega delovanja (Vojska Srbije)
Center za usposabljanje komunikacij, informatike in elektronskega delovanja  je vojaško-šolska ustanova, ki deluje v okviru Poveljstva za usposabljanje Oboroženih sil Srbije.

## Zgodovina
Center je bil ustanovljen 15. novembra 2006.

## Sestava
- Poveljstvo
- Poveljniški vod
- Učni center
- Specialistični center
- Logistični vod